# آرتسویک

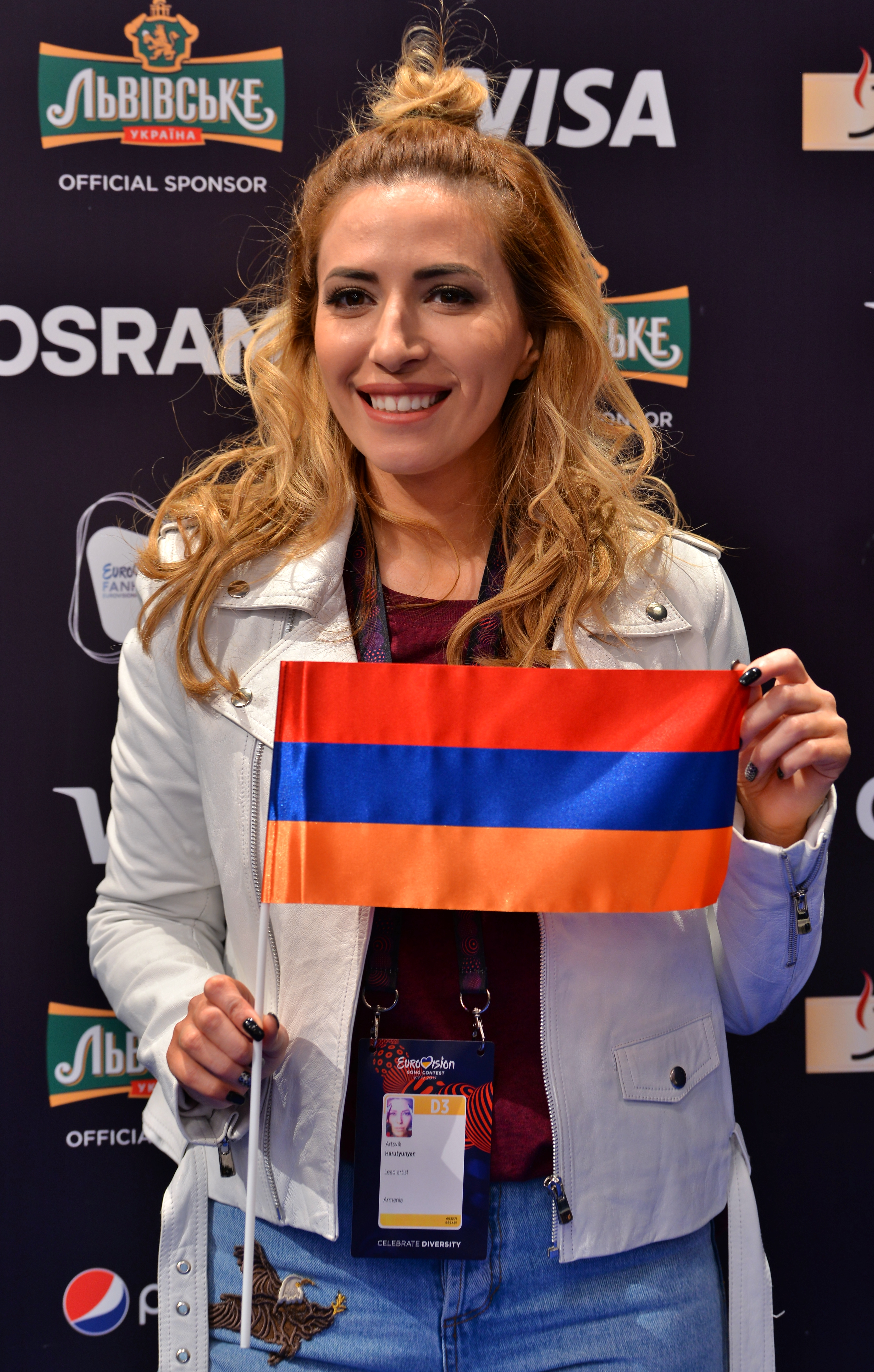

آرتسویک هاروتیونیان (ارمنی: Արծվիկ Հարությունյան؛ انگلیسی: Artsvik Harutyunyan؛ شناخته شده با نام آرتسویک؛ زادهٔ ۲۱ اکتبر ۱۹۸۴) یک خواننده و ترانه‌سرا اهل ارمنستان است. وی از سال ۲۰۱۰ میلادی تاکنون مشغول فعالیت بوده‌است.
آرتسویک با ترانه با من پرواز کن نماینده جمهوری ارمنستان در مسابقه آواز یوروویژن ۲۰۱۷ بود.